# Esthal

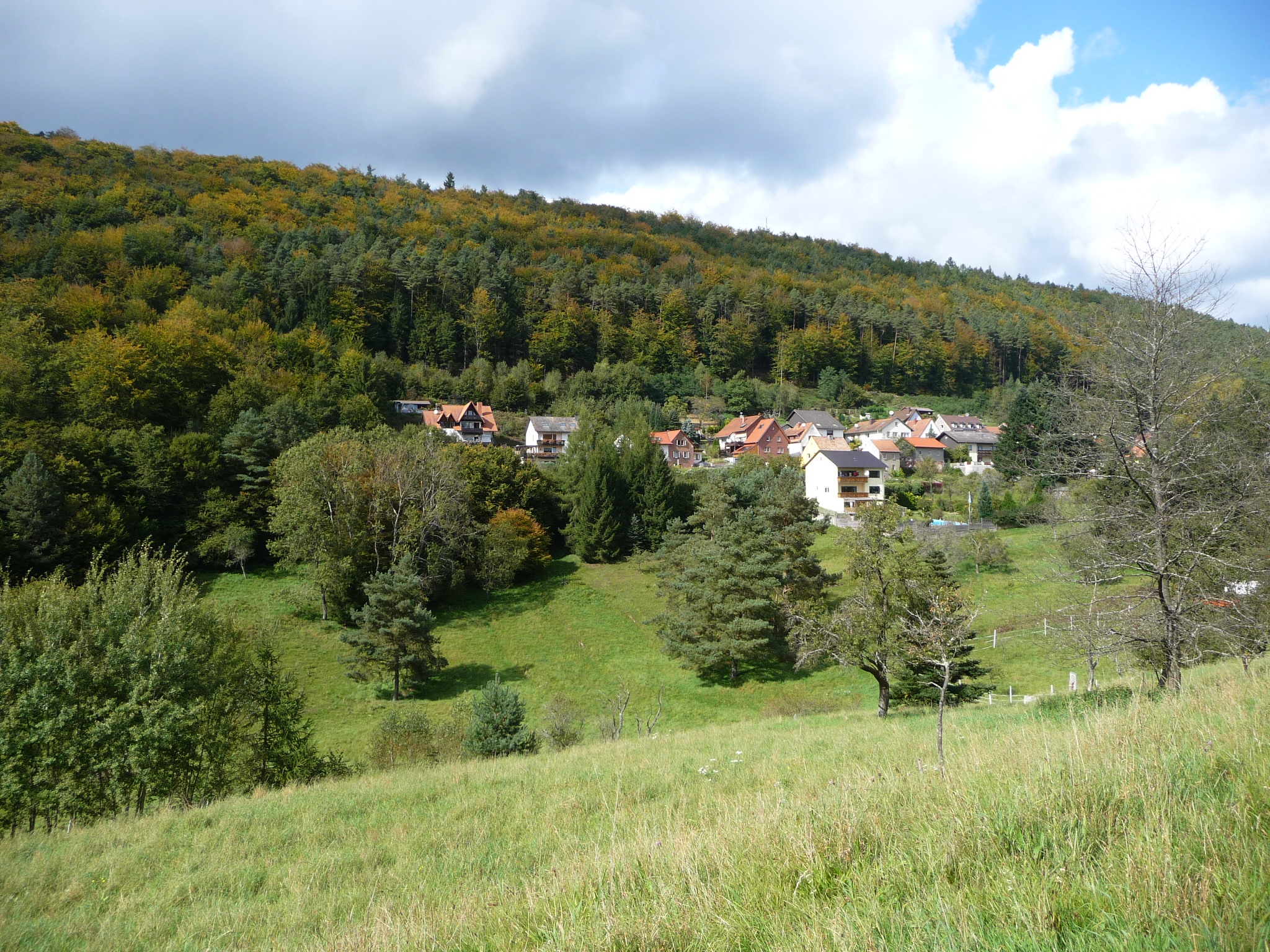
Ortsbild von Esthal

Esthal (pfälzisch: Eschdl) ist eine Ortsgemeinde im Landkreis Bad Dürkheim in Rheinland-Pfalz. Sie gehört der Verbandsgemeinde Lambrecht (Pfalz) an, innerhalb derer sie gemessen an der Fläche die zweitgrößte Ortsgemeinde darstellt.

## Geographie

### Lage
Die Gemeinde liegt auf einem Plateau im Pfälzerwald; das Gebiet im Bereich der Gemeinde bildet den Esthaler Wald. Zu Esthal gehören die Wohnplätze Breitenstein, Erfenstein, Esthaler Forsthaus und Sattelmühle. Diese liegen im alle im südöstlichen Gemeindebereich im Elmsteiner Tal. Nachbargemeinden sind – im Uhrzeigersinn – Frankeneck, Lambrecht, Neustadt an der Weinstraße, Kirrweiler, Elmstein und Weidenthal.

### Erhebungen
Unmittelbar südöstlich des Kernortes erhebt sich das Gleisberg-Massiv. Es besteht aus dem 463,1 m hohen Vorderen Gleisberg; in östlicher Richtung schließen sich der Mittlere (471,2 m) sowie der Hintere Gleisberg (467,5 m) an. Nordöstlich des Siedlungsgebiets befindet sich der 383 m hohe Aschberg. Im Bereich von Erfenstein und Breitenstein erstreckt sich der 393 m hohe Wassersteinberg. An der Gemarkungsgrenze zu Weidenthal und Frankeneck erhebt sich der 506 m hohe Mollenkopf.

### Gewässer
Am südöstlichen Gemeinderand fließt der Speyerbach entlang. Ganz im Süden münden von rechts der Argenbach und von links der Breitenbach, der größtenteils die Gemarkungsgrenze zu Elmstein bildet. Letzterer nimmt das Wasser des Goldbrunnens auf. Weiter nördlich münden von links der Schankenbach und der Esthalbach in den Speyerbach.

## Geschichte
Der Ort wurde urkundlich erstmals im Jahre 1380 als „Estall“ erwähnt. 1602 erhielt er das fortan als Esthaler Wald bezeichnete Waldgebiet, das bis dahin Bestandteil der Frankenweide war. Die Gemeinde stand bis 1794 unter der Herrschaft der Herren von Erfenstein, die ihren Sitz in der nahegelegenen Burg Erfenstein hatten und die den Freiherren von Dalberg unterstanden.
Von 1798 bis 1814, als die Pfalz ein Teil der Französischen Republik (bis 1804) und anschließend ein Teil des Napoleonischen Kaiserreichs war, war Esthal in den Kanton Neustadt (Donnersberg) eingegliedert und Sitz einer Mairie, die zusätzlich Neidenfels und Frankeneck umfasste. 1815 wurde der Ort Österreich zugeschlagen. Bereits ein Jahr später wechselte der Ort wie die gesamte Pfalz in das Königreich Bayern. Von 1818 bis 1862 gehörte die Gemeinde dem Landkommissariat Neustadt an; aus diesem ging das Bezirksamt Neustadt hervor.
1928 hatte die Gemeinde 1156 Einwohner, die in 207 Wohngebäuden lebten. Ab 1939 war Esthal ein Bestandteil des Landkreises Neustadt an der Weinstraße. Nach dem Zweiten Weltkrieg wurde der Ort innerhalb der französischen Besatzungszone ein Teil des damals neu gebildeten Landes Rheinland-Pfalz. Im Zuge der ersten rheinland-pfälzischen Verwaltungsreform wechselte der Ort 1969 in den neu geschaffenen Landkreis Bad Dürkheim. Drei Jahre später wurde Esthal ein Bestandteil der ebenfalls neu entstandenen Verbandsgemeinde Lambrecht (Pfalz).

### Konfessionsstatistik

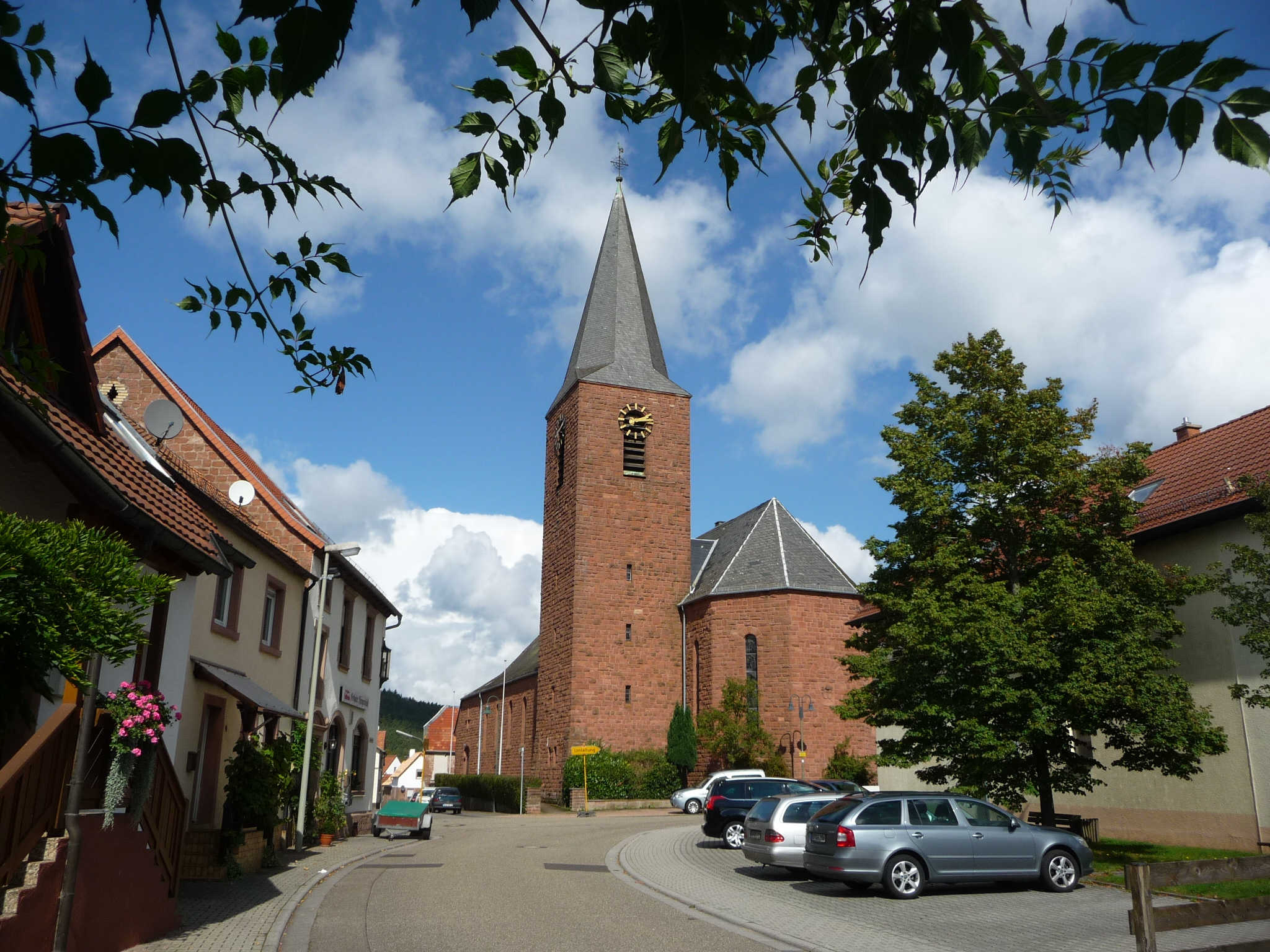
Katholische Bruder-Konrad-Kirche

Ende 2013 waren 66 % der Einwohner katholisch und 18 % evangelisch. Die übrigen 16 % gehörten einer anderen Glaubensgemeinschaft an oder waren konfessionslos. Der Anteil der Katholiken und Protestanten an der Gesamtbevölkerung ist seitdem gesunken. Mit Stand Ende Februar 2025 waren 48,2 % der Einwohner katholisch und 18,6 % evangelisch. Die übrigen 33,4 % gehörten einer anderen Glaubensgemeinschaft an oder waren konfessionslos.

### Christentum
Die Katholiken gehören zum Dekanat Bad Dürkheim des Bistums Speyer, Anfang des 20. Jahrhunderts unterstanden sie dem Dekanat Neustadt an der Haardt. Bis Ende 2015 bildete der Ort eine eigene Pfarrei, die zum Pfarrverband Neustadt gehörte. Seit 2016 ist Esthal ein Bestandteil der in Lambrecht ansässigen Pfarrei Heiliger Johannes XXIII., die die Verbandsgemeinde Lambrecht umfasst.
Die Protestanten besaßen aufgrund ihrer geringen Anzahl bereits im frühen 20. Jahrhundert keine eigene Pfarrei. Die im Kernort lebenden unterstanden der Pfarrei Weidenthal, die aus den Teilorten hingegen der Pfarrei Lambrecht. Aktuell zählen die Esthaler Protestanten zur Prot. Kirchengemeinde Elmsteiner Tal mit Sitz in Elmstein.

## Politik

### Gemeinderat
Der Gemeinderat besteht aus 16 Ratsmitgliedern, die bei der Kommunalwahl am 9. Juni 2024 in einer personalisierten Verhältniswahl gewählt wurden, und dem ehrenamtlichen Ortsbürgermeister als Vorsitzendem.
Die Sitzverteilung im Gemeinderat:
| Wahl | SPD | CDU | Grüne | FWG | Gesamt   |
| ---- | --- | --- | ----- | --- | -------- |
| 2024 | 4   | 9   | 1     | 2   | 16 Sitze |
| 2019 | 4   | 9   | –     | 3   | 16 Sitze |
| 2014 | 4   | 9   | –     | 3   | 16 Sitze |
| 2009 | 3   | 8   | –     | 5   | 16 Sitze |
| 2004 | 3   | 9   | –     | 4   | 16 Sitze |

- FWG = Freie Wählergruppe Talgemeinden e. V.

### Bürgermeister
Ortsbürgermeister ist seit 2014 Gernot Kuhn (CDU). Bei der Direktwahl am 26. Mai 2019 wurde er mit einem Stimmenanteil von 66,80 % und am 9. Juni 2024 mit 64,6 % jeweils für fünf Jahre in seinem Amt bestätigt. Amtsvorgänger war Gerhard Kuhn von 1996 bis 2014. Davor bekleidete von 1979 bis 1996 sein Parteikollege Otmar Blum dieses Amt.

### Wappen
| Wappen von Esthal | Blasonierung: „Unter silbernem Schildhaupt in Schwarz ein schwebendes kugelbesetztes goldenes Tatzenkreuz“          |
| Wappen von Esthal | Es wurde 1954 vom rheinland-pfälzischen Innenministerium genehmigt und geht zurück auf ein Gerichtssiegel von 1772. |

## Kultur und Sehenswürdigkeiten

### Kulturdenkmäler

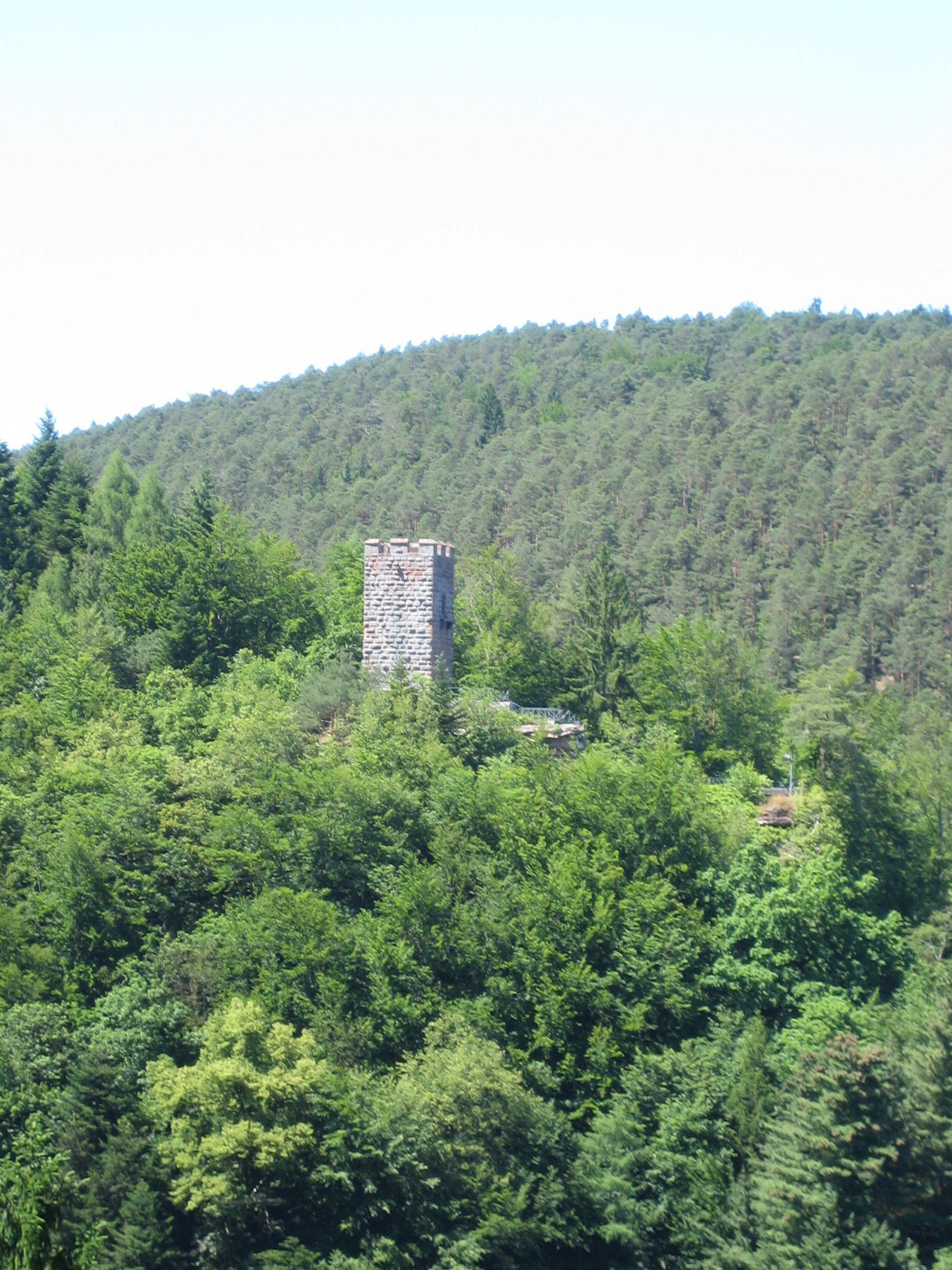
Burg Erfenstein

Die auf der Gemarkung von Esthal befindlichen Ruinen der Burgen Erfenstein und Breitenstein sind als Denkmalzonen ausgewiesen.
Hinzu kommen mehrere Einzeldenkmäler, darunter das am Ortsrand in der Klosterstraße liegende Kloster St. Maria der Niederbronner Schwestern vom Göttlichen Erlöser, das im Zeitraum von 1951 bis 1959 erbaut wurde und bis 2005 als Provinzialmutterhaus fungierte. Es dient seither als kirchliches Bildungshaus. Seit 2010 nimmt das Kloster zusätzlich Pensionsgäste und Jakobspilger auf. In der Ortsmitte in der Kirchstraße steht die 1933 und 1934 erbaute katholische Kirche St. Konrad von Parzham, deren Schiff an die barocke Vorgängerkirche anschließt. Deren klassizistischer Hochaltar stammt von dem Priesterbildhauer Bernhard Würschmitt. In der Brunnenstraße und in der Umgebung von Esthal befinden sich mehrere historische Waschbrunnen.

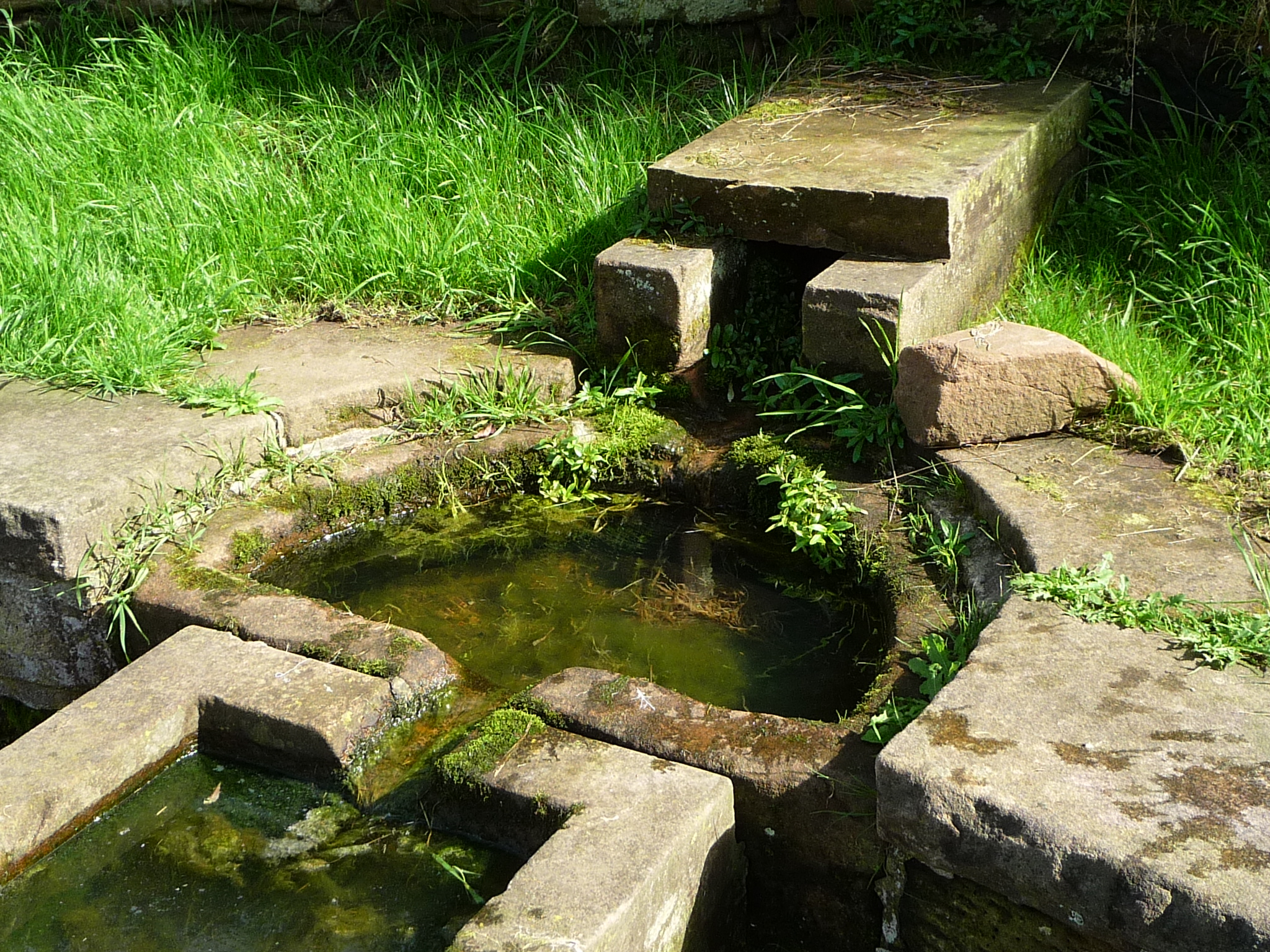
Waschbrunnen am Ortsrand
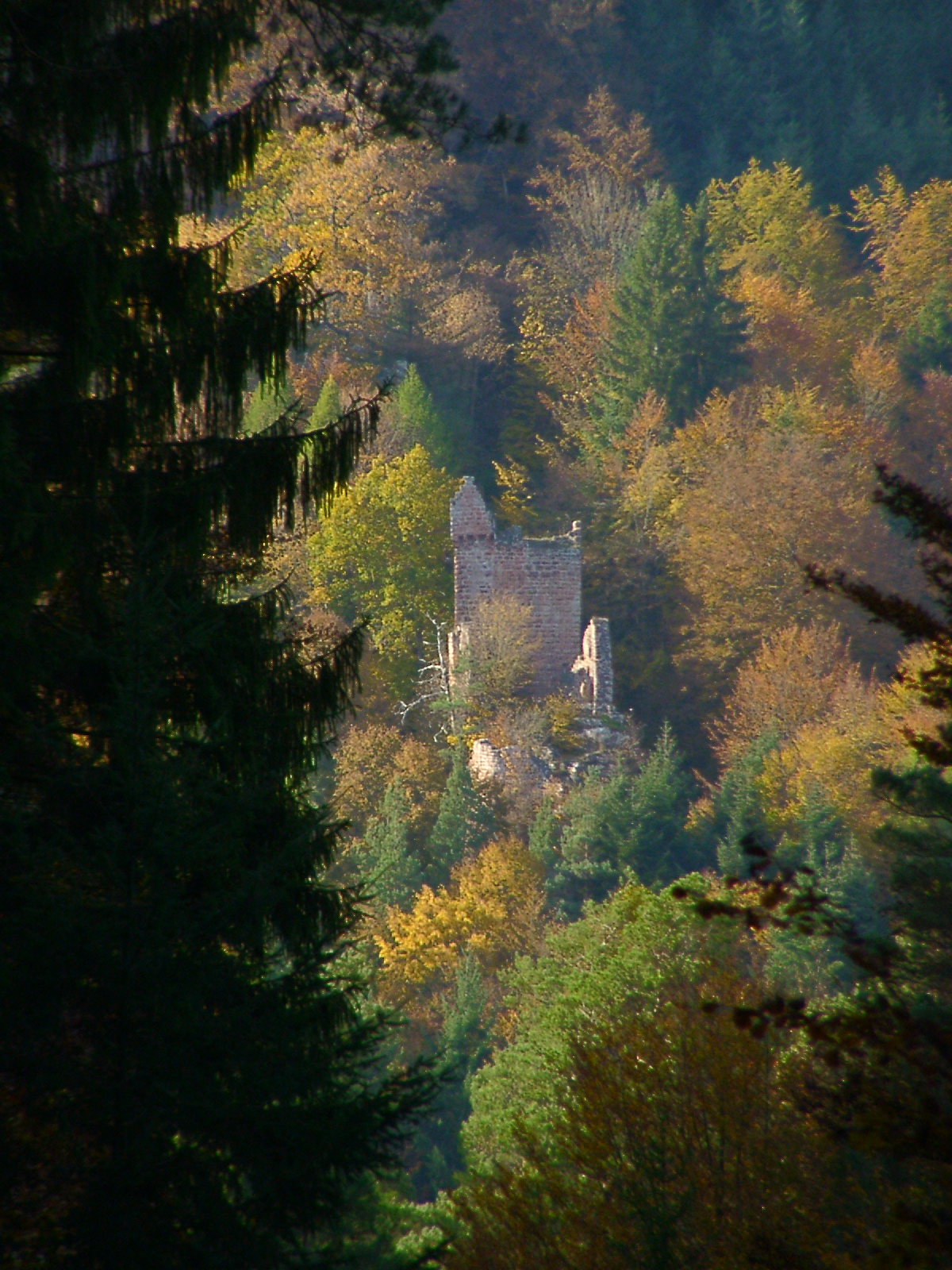
Ruine Breitenstein

### Natur

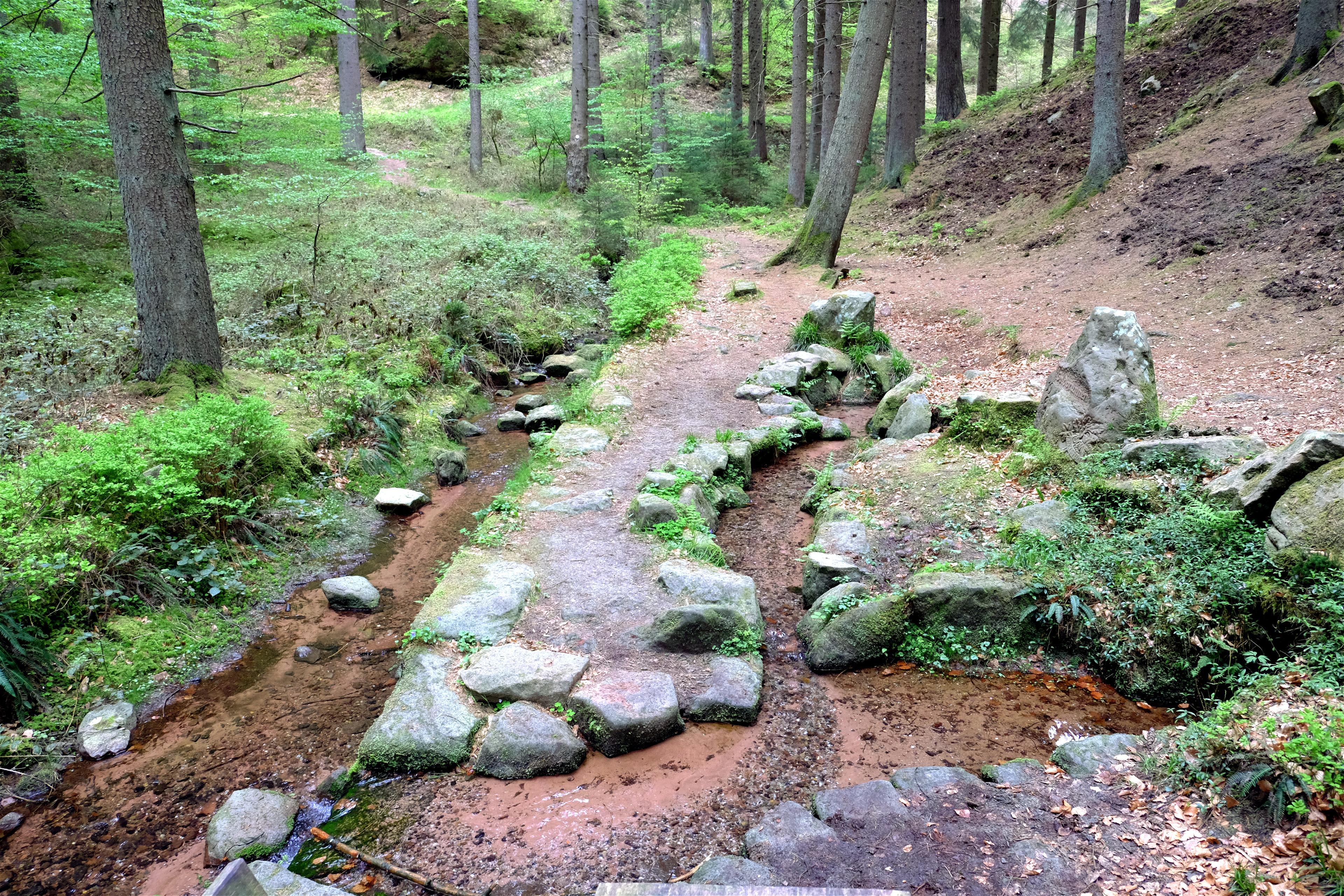
Goldbrunnen

Auf Gemarkung der Gemeinde befinden sich insgesamt sechs Naturdenkmale, darunter der Goldbrunnen. Der Mittlere Gleisberg bildet eine von 16 Kernzonen des Naturparks Pfälzerwald und umfasst insgesamt 37 Hektar. Auf Höhe des Weilers Breitenstein befindet sich der Ritterstein 113. Er trägt die Aufschrift „R. Breitenstein 500 Schr.“ und weist auf die dortige Burgruine hin.

### Vereine
Mit dem ASV Esthal existiert im Ort ein Fußballverein. Hinzu kommt eine Ortsgruppe des Pfälzerwald-Vereins.

## Wirtschaft und Infrastruktur

### Wirtschaft
Aufgrund der geographischen Begebenheiten dominierte vor Ort die Forstwirtschaft. Die Gemeinde war außerdem Sitz des Unternehmens Gerhard Kuhn Orgelbau. In Breitenstein ist die Säge- und Hobelwerk Fath GmbH  Co. KG ansässig.

### Verkehr

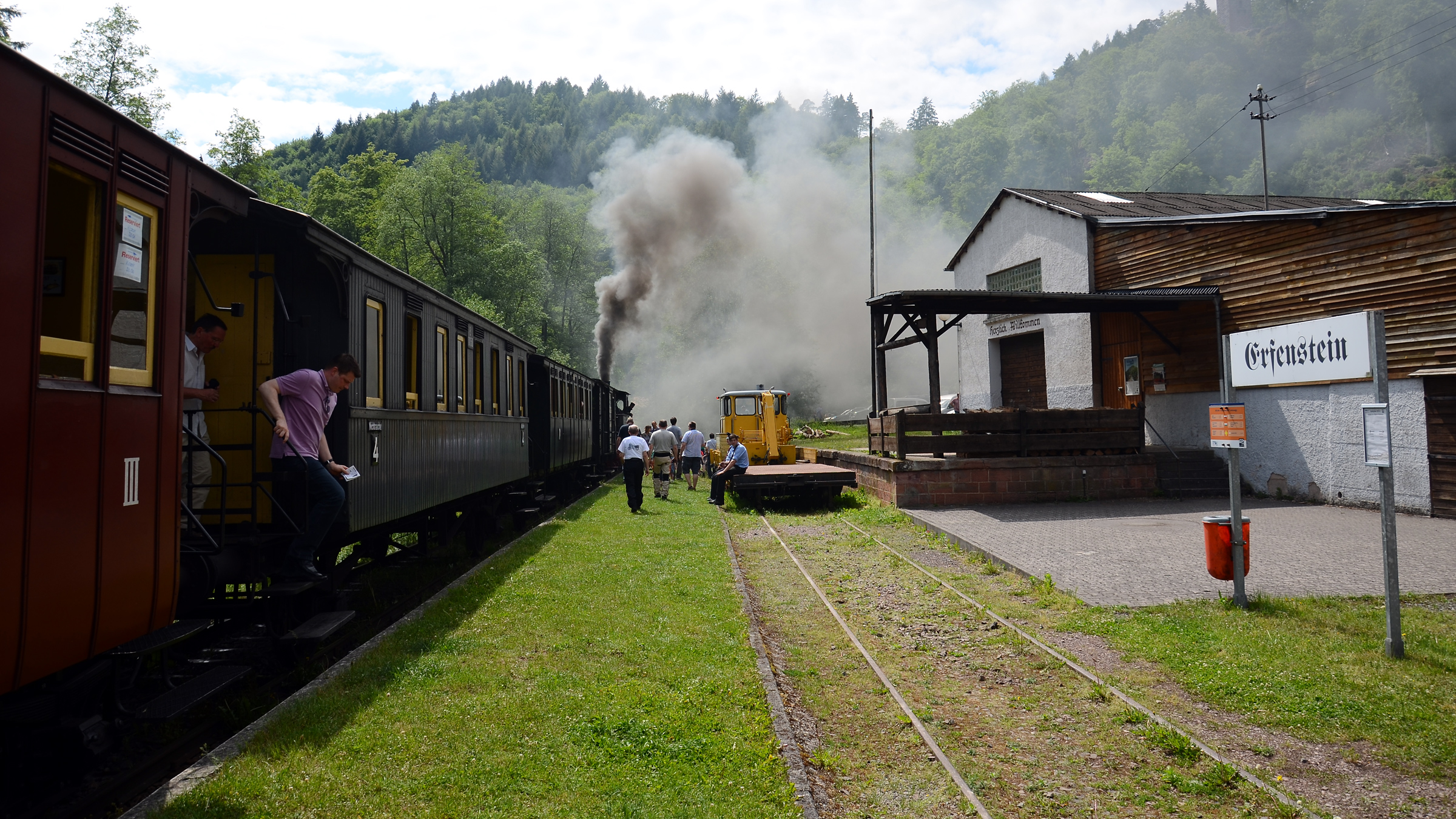
Bahnhof Erfenstein am Kuckucksbähnel

#### Schiene
Seit 1909 existiert das Kuckucksbähnel, das von Lambrecht nach Elmstein verläuft; der Abschnitt bis zur Sattelmühle wurde bereits 1902 als Industriegleis eröffnet. Dabei entstanden Bahnhöfe in Sattelmühle – genannt Sattelmühle-Esthal, später Esthal –, in Erfenstein nahe der Burgruine sowie in Breitenstein. 1960 wurde der Personenverkehr, der auf der Strecke stets eine untergeordnete Rolle gespielt hatte, eingestellt, der Güterverkehr folgte 1977. Seit 1984 dient die Strecke als Museumsbahn; eine Reaktivierung der Betriebsstelle auf der Höhe Sattelmühles blieb jedoch aus.

#### Straße
Über Esthal verlief eine historische Verbindung von Speyer nach Metz. Durch den Südosten des Gemeindegebiets verläuft die Landesstraße 499 von Frankeneck nach Waldfischbach-Burgalben. Von dieser zweigt die Kreisstraße 23 ab, die den Kernort ans Straßennetz anbindet und in Breitenstein die Landesstraße 514, die sogenannte Totenkopfstraße. Die von Neustadt an der Weinstraße bis nach Iggelbach verlaufende Buslinie 517 des Verkehrsverbundes Rhein-Neckar bindet die Gemeinde an das Nahverkehrsnetz an.

### Tourismus

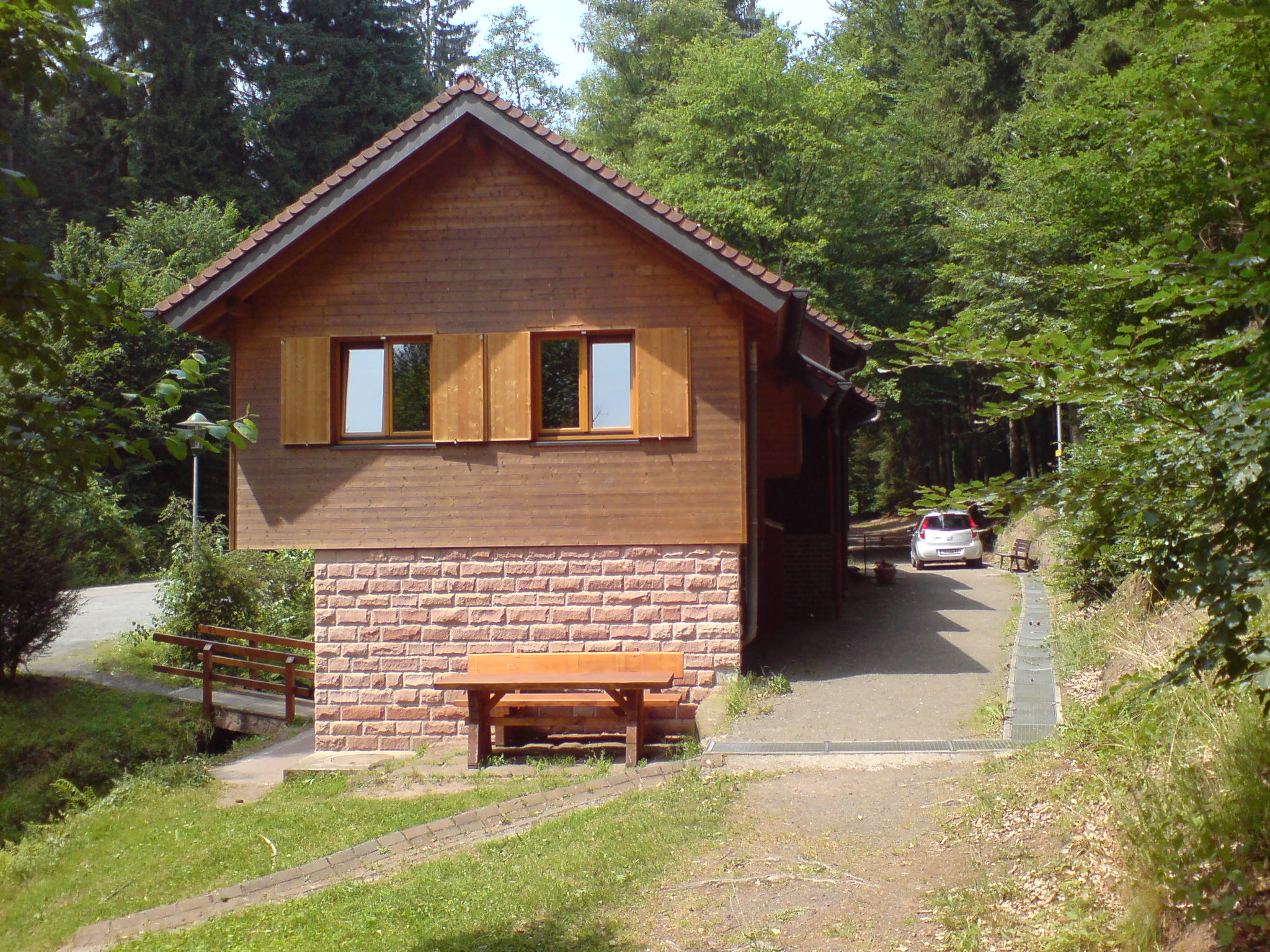
Wolfsschluchthütte

Die Gemeinde liegt an der Route mehrerer Wanderwege, von denen einer mit einem grün-weißen Balken markiert ist und von Hertlingshausen bis mach Sankt Martin führt. Ein weiterer ist mit einem weiß-roten Balken gekennzeichnet und stellt die Verbindung mit Kaiserslautern sowie Neustadt an der Weinstraße und Speyer her. Hinzu kommt eine mit einem weiß-grünen Balken markierte Route, die von der Oberen Eselsmühle in Enkenbach-Alsenborn bis nach Maikammer führt. Zudem verläuft ein mit einem gelb-roten Balken gekennzeichneter Weg von der Burg Lichtenberg bis nach Wachenheim über das Gemeindegebiet von Esthal.
Im Breitenbachtal an der Gemarkungsgrenze zu Elmstein betreibt die Esthaler Ortsgruppe des Pfälzerwald-Vereins die 1961 eingeweihte auf 285 Metern Höhe liegende Wolfsschluchthütte, die am Mittwoch, Samstag, Sonntag sowie an Feiertagen geöffnet ist. Auf der gegenüberliegenden Talseite von Erfenstein, jedoch bereits auf Gemarkung von Neustadt an der Weinstraße, befindet sich die Burg Spangenberg.

## Persönlichkeiten

### Ehrenbürger
- Otmar Bauer (1904–1985), Arzt[13]

### Personen, die vor Ort gewirkt haben
- Norbert Buschlinger (* 1957), spielte in seiner Jugend beim örtlichen Fußballverein
- Maria Wiesheu, Klosterfrau in Esthal und Ehrenbürgerin von Kandel ab 1980